# オペル・モントレー
モントレー（Monterey ）は、ドイツの自動車メーカーオペルが1992年3月から1999年4月にかけて販売していたSUVである。いすゞ・ビッグホーンの姉妹車で、英国ではボクスホール・モントレーとして販売された。
オペル・フロンテラ同様、3ドアと5ドアが選択できた。1998年7月、ビッグホーンのマイナーチェンジに伴いモントレーもマイナーチェンジ。パワーユニットもビッグホーンのそれに準じターボディーゼルとガソリンエンジンを用意。
1999年4月、オペルはモントレーの輸入を停止。2000年1月からいすゞはドイツでビッグホーンの販売を再開した。

## トリビア
モントレーは、1990年代にオペル提供のZDFシリーズTerra Xのオープニングクレジットに登場した。また、当車に使われていた75度V型6気筒を用いてドイツツーリングカー選手権で使っていたオペル・カリブラにも使われていたことがある。

## ギャラリー

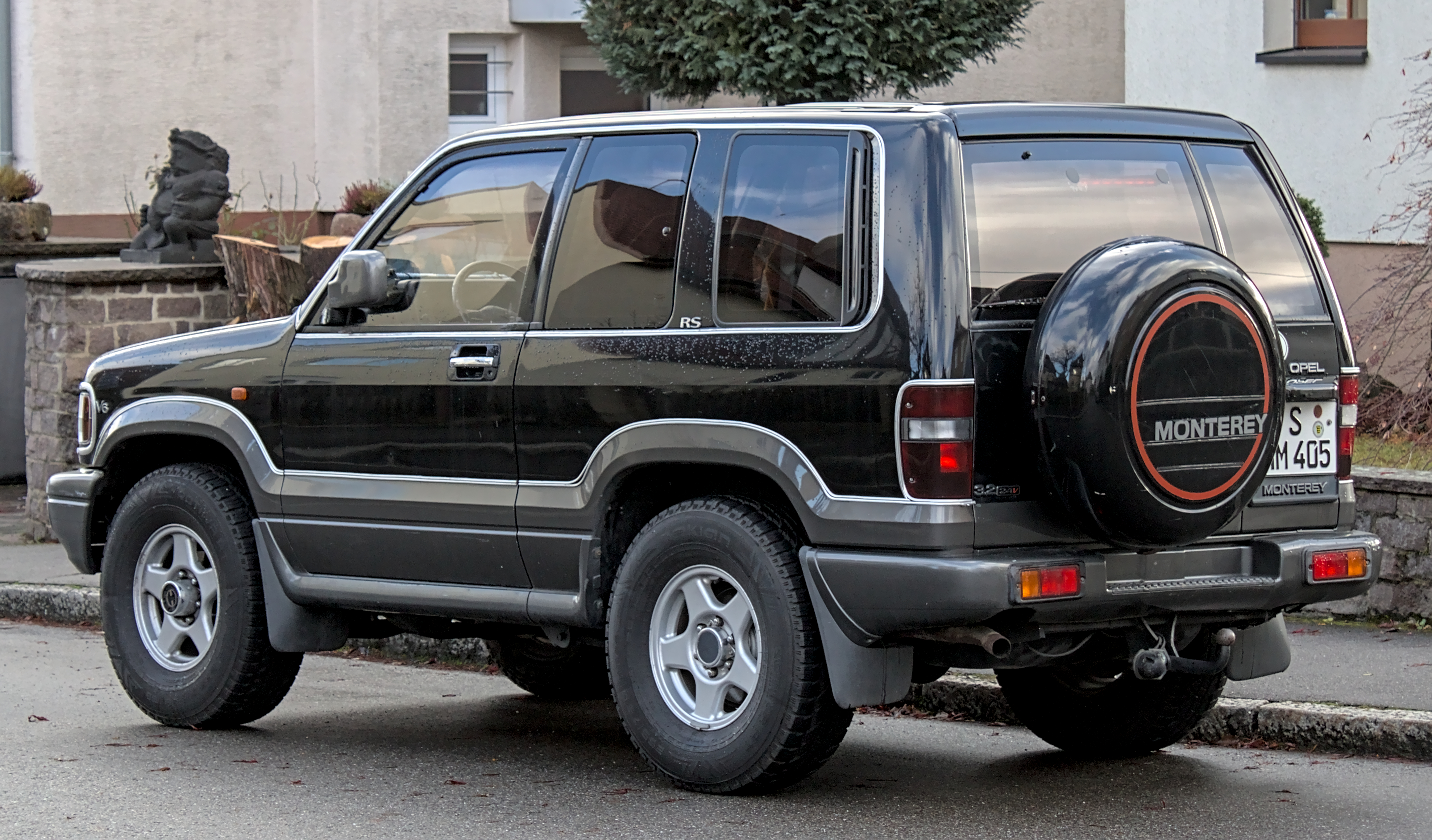
ショート リア（1992-1998）
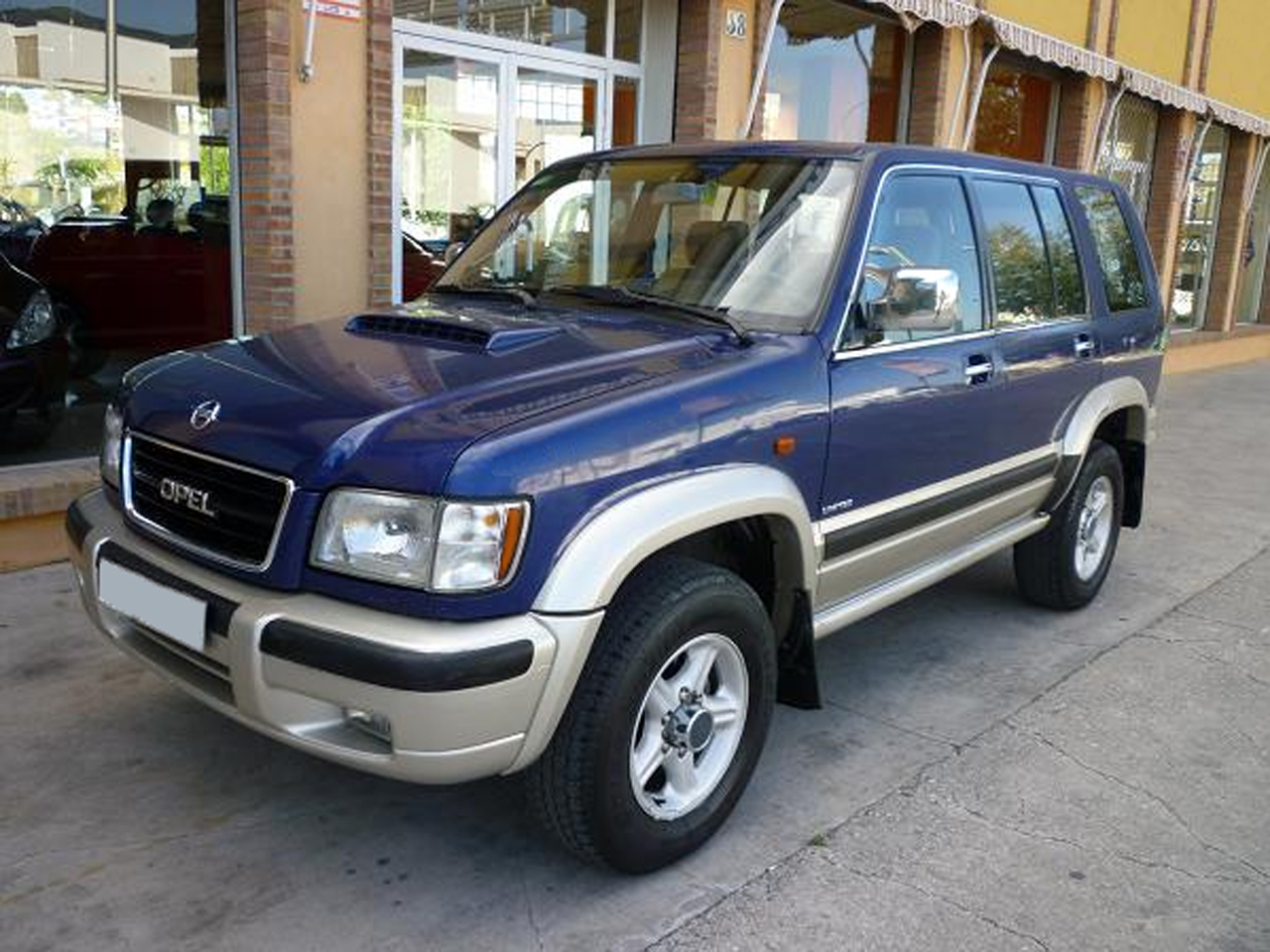
ロング フロント（1998-1999）